# Елизавета Люксембургская (1358—1373)
Елизавета Люксембургская (19 марта 1358, Прага — 19 сентября 1373, Вена) — дочь императора Священной Римской империи Карла IV и его третьей жены Анны Свидницкой.

## Биография

### Семья
Елизавета получила имя в честь своей бабушки по отцовской линии, Елизаветы Богемской. У неё был один родной брат, Венцель, король римлян. Также у неё было много единокровных братьев и сестёр от трёх других браков отца, среди которых Екатерина Люксембургская, королева Венгрии Маргарита Люксембургская, королева Англии Анна Чешская и император Священной Римской империи Сигизмунд.

### Брак
Елизавета вышла замуж, когда ей было всего восемь лет. 19 марта 1366 года она сочеталась браком с австрийским герцогом Альбрехтом III. У Елизаветы и Альбрехта не было детей, и она умерла в возрасте 15 лет в 1373 году. Она была похоронена рядом с родителями супруга, герцогом Альбрехтом II и Иоганной фон Пфирт.
Её муж повторно женился на Беатрисе Нюрнбергской, от которой у него был сын Альбрехт IV, герцог Австрийский.